# Stra
Stra – miejscowość i gmina we Włoszech, w regionie Wenecja Euganejska, w prowincji Wenecja.
Według danych na rok 2004 gminę zamieszkiwały 5353 osoby, 669,1 os./km².
Urodziła się tutaj Valentina Zago, włoska siatkarka.